# Хмелик, Александр Григорьевич
Алекса́ндр Григо́рьевич Хме́лик (7 сентября 1925, Алупка — 8 декабря 2001, Москва) — советский писатель, драматург и киносценарист, один из создателей детского юмористического журнала «Ералаш» и автор нескольких сюжетов для него.
Заслуженный деятель искусств РСФСР (1983). Член КПСС с 1948 года.

## Биография
Родился 7 сентября 1925 года в Алупке в семье рабочего, окончил четыре курса Московского заочного полиграфического института (1947—1951), после чего работал на Всесоюзном радио (1948—1950), литературным сотрудником в газете «Пионерская правда» (1951—1953), литературным редактором в журнале «Вожатый» (1953—1958), заведующим отделом литературы и искусства в газете «Пионерская правда» (1958—1963), в 1963—1969 главным редактором творческого объединения «Юность» киностудии «Мосфильм».
В 1974—1987 был заместителем главного редактора киностудии имени М. Горького и главным редактором киножурнала «Ералаш».

## Литературное творчество
Печататься начал в 1948 году, известность приобрёл благодаря своей пьесе «Друг мой, Колька!» (1959), поставленной Анатолием Эфросом в Центральном детском театре. Вскоре по ней был снят фильм, в котором Хмелик дебютировал как сценарист. Также стал автором пьес:
- «Пузырьки»,
- «Жил-был тимуровец Лаптев»,
- «Федякин — крупным планом»
- «Гуманоид в небе мчится»
- «Дождь лил как из ведра» (1973, в соавторстве с М. Шатровым) и других.

## Личная жизнь
Отец сценариста Марии Хмелик и писательницы Натальи Хмелик.
Зятем Хмелика был кинорежиссёр Василий Пичул.
В последние годы жил на даче на реке Истра — в ДНТ Красновидово. По некоторым сведениям, вёл закрытый образ жизни, не общаясь практически ни с кем, однако Мария, дочь Александра Григорьевича, в интервью отрицала эту информацию.
Скончался 8 декабря 2001 года в Москве на 77-м году жизни. Согласно завещанию, тело было кремировано, а прах развеян над Истрой близ Красновидово.

## Фильмография

### Сценарист
- 1961 — Друг мой, Колька! (при участии С. Ермолинского)
- 1962 — Бей, барабан! (совместно с С. Ермолинским)
- 1964 — Жизнь и страдания Ивана Семёнова
- 1966 — Мимо окон идут поезда (совместно с Л. Кабо)
- 1968 — Переходный возраст
- 1970 — Два дня чудес
- 1971 — Золочёные лбы
- 1972 — Вчера, сегодня и всегда
- 1974 — Дым, дым, дым! (сюжет в киножурнале «Ералаш», выпуск №1)
- 1975 — Иван да Марья
- 1976 — Пузырьки
- 1977 — Хочу быть министром (совместно с М. Коршуновым)
- 1978 — Безымянная звезда
- 1978 — Новые приключения капитана Врунгеля
- 1979 — Мой первый друг
- 1981 — Бедная Маша
- 1983 — Безумный день инженера Баркасова
- 1983 — Если верить Лопотухину…
- 1983 — Рекордный вес (сюжет в киножурнале «Ералаш» № 37)
- 1986 — На златом крыльце сидели
- 1987 — Кувырок через голову
- 1991 — Пять похищенных монахов